# Cervus hanglu hanglu
El ciervo de Cachemira (Cervus hanglu hanglu), también conocido como el ciervo de hangul, es una subespecie de ciervo rojo de Asia Central endémica de Cachemira y sus alrededores en densos bosques ribereños de los valles y montañas de Jammu y Cachemira y del norte de Himachal Pradesh . 
En Cachemira, se encuentra principalmente en el Parque Nacional Dachigam y en el Santuario de Vida Silvestre Tral, donde están protegidos, y en otros lugares corre mayor riesgo. Para el 1941, la población era de aproximadamente entre 3.000 y 5.000 individuos, pero desde entonces la destrucción del hábitat, el pastoreo excesivo por parte del ganado doméstico han reducido su población, la cual ha aumentado para el 2004 marginalmente a 289 en 2023 desde 197. Es el animal estatal de Jammu y Cachemira. Es la única subespecie asiática superviviente de la familia de los ciervos rojos.
Se creía que era una subespecie de ciervo rojo ( Cervus elaphus ), pero varios estudios genéticos del ADN mitocondrial consideran al hangul como parte del clado asiático del Wapití ( Cervus canadensis ).   La UICN y la Sociedad Estadounidense de Mamólogos, sin embargo, lo incluyen en la nueva agrupación de ciervos rojos de Asia Central ( Cervus hanglu ), siendo el ciervo de Cachemira la subespecie tipo ( Cervus hanglu hanglu ).

## Apariencia
Cuenta con una mancha clara en la grupa sin incluir la cola. Su pelaje es marrón y tiene manchas en los pelos. Los lados internos de las ancas son de color blanco grisáceo, seguidos de una línea en los lados internos de los muslos y negra en la parte superior de la cola. Cada asta tiene por lo general cinco puntas. El asta principal está fuertemente curvada hacia adentro, mientras que las puntas de la frente y el bisel suelen estar muy juntas y por encima de la rebaba.

## Distribución y ecología.

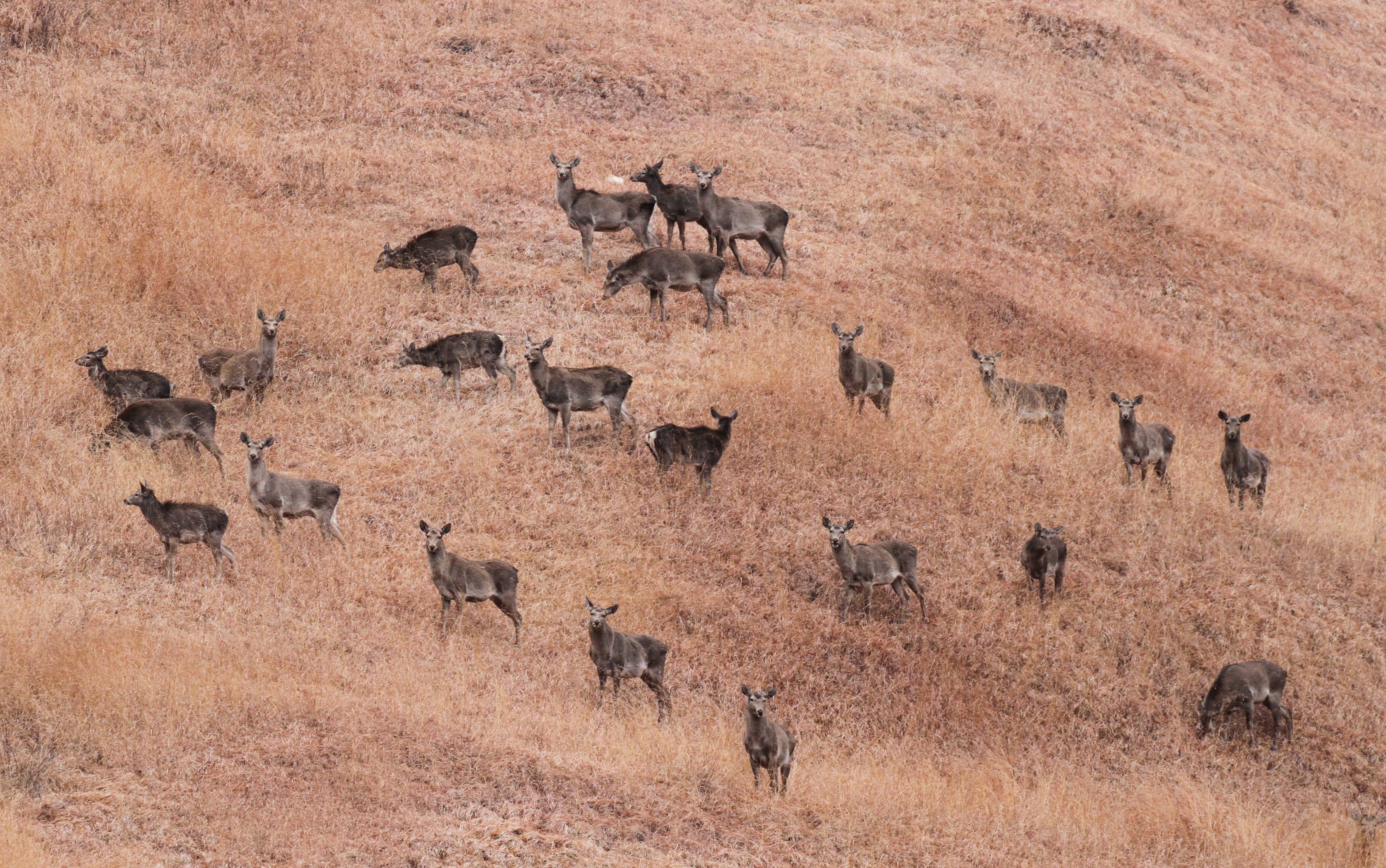
Un grupo de ciervos en el Parque Nacional Dachigam

Este ciervo vive en grupos de 2 a 18 individuos, protegidos por densos bosques ribereños, valles altos y en las montañas del valle de Cachemira y el norte de Chamba en Himachal Pradesh . En Cachemira, se encuentra en el Parque Nacional Dachigam (y sus áreas cercanas a elevaciones de 3.035 metros), el Santuario de Vida Silvestre Rajparian, Overa Aru, el Valle Sind y en los bosques de Kishtwar y Bhaderwah .

## Población
Para el 2023, de los 289 Hanguls, 275 se encuentran en el Parque Nacional Dachigam y 14 en el Santuario de Vida Silvestre Tral, que se considera el segundo hogar de los Hangul.